# 루비 선데이
루비 선데이 (Ruby Sunday)는 영국의 장수 SF 드라마 닥터 후의 등장인물로, 러셀 T 데이비스가 만들고 밀리 깁슨이 연기하였다. 외계인 시간여행자 닥터 (슈티 개트와 분)의 동행자로서, 2023년 크리스마스 스페셜을 시작으로 2024년 시즌1부터 본격적으로 등장하였다.

## 행적
2023년 12월 25일 크리스마스 특집으로 방영된 "The Church on Ruby Road" (루비로드의 교회) 편에서 처음 등장한다. 루비는 2004년 크리스마스 이브에 태어났는데, 누군가에 의해 루비로드의 교회 대문 앞에 버려지고 말았다. 이후 카를라 선데이 (Carla Sunday)라는 여인에게 맡겨졌다가 정식으로 입양되어 카를라의 딸로 살았다. 19년 뒤인 2023년, 루비는 친부모에 관한 정보를 찾으려고 노력했지만 수포로 돌아간 상황이었다. 그리고 그 과정에서 이상한 불운의 연속을 겪고 있었는데 이것이 15대 닥터의 관심을 끌게 된다.
카를라는 위탁아를 전문으로 맡는 일을 하고 있었는데, 크리스마스를 앞두고 맡게 된 새 아기가 인간을 먹는 고블린들에게 납치되자, 루비는 아기를 되찾기 위해 고블린의 비행선에 오른다. 그리고 그 과정에서 닥터와 정식으로 만난다. 고블린들이 우연의 일치를 일으키며 루비에게 불운을 일으킨다고 생각한 닥터와 루비는 아기를 구출해 낸다. 그러나 고블린들이 루비가 태어난 날로 시간을 거슬러 올라가 루비를 납치해 잡아먹는 바람에 한시적으로 존재가 지워져 버린다. 닥터는 고블린들을 따라가 루비를 구한다. 2023년으로 돌아온 루비는 닥터가 시간 여행자라는 것을 깨닫고 닥터를 뒤쫓아 갔다가 타디스에 오른다.

## 캐스팅
2021년 7월, 13대 닥터 역의 조디 휘태커가 오는 2022년을 끝으로 드라마에서 하차한다고 발표하였다. 13대 닥터의 동행자인 야스민 칸과 단 루이스 역의 배우 만디프 길과 존 비숍은 2022년 스페셜 이후에도 계속 출연할지는 확실치 않다고 밝혔으나, 이후 만디프 길은 2022년 5월 3일 한 TV 프로그램에서 하차할 것임을 밝혔다. 이달 말에는 2023년 60주년 스페셜 시즌에 14대 닥터 역의 데이비드 테넌트와 함께, 그 동행자인 도나 노블 역으로 캐서린 테이트가 드라마에 복귀한다는 소식이 발표되었다.
14대 닥터의 뒤를 이을 15대 닥터의 동행자 오디션은 2022년 9월 24일에 진행되었다. 2022년 11월 18일 칠드런 인 니드 방영 당시 닥터의 새 동행자 '루비 선데이' 역에 밀리 깁슨이 출연한다는 소식이 공개되었다. 밀리 깁슨은 2023년 크리스마스 스페셜로 시작되는 2024년 시즌 1부터 출연할 예정이라고 발표되었다. 2023년 11월에는 시즌 2 출연을 확정지었다.

## 평가
첫 등장 이후 루비 선데이는 평론가들로부터 긍정적인 평가를 받았다. 엠파이어지의 조던 킹은 15대 닥터 역의 슈티 개트와와 함께 루비 선데이 역의 밀리 깁슨에 대해서도 역동성이 있다는 호평과 함께, "깁슨의 연기에는 자신이 맡은 캐릭터를 통해 탐구할 수 있는 훨씬 더 깊은 면모를 제시하기에 충분하다"고 평가하였다. 인디펜던트의 에드 파워는 깁슨이 본인의 연기로 "바로 좋아하게 만들었다"면서 루비 선데이를 "멋진 새 동행자"라고 평가하였다.